# Герб Вязников (Владимирская область)
Герб муниципального образования Вязники Владимирской области Российской Федерации.
Исторический герб Вязников 1781 года является официальным гербом городского поселения Вязники, согласно Уставу муниципального образования «Город Вязники», принятого Советом народных депутатов округа Вязники Владимирской области 22 июня 2005 года, решение № 669.
Герб подлежит внесению в Государственный геральдический регистр Российской Федерации.

## Описание
Герб имеет прямоугольную форму, разделён на 2 части. В верхней части, в «красном поле стоящий на задних лапах лев, имеющий на голове железную корону, держит в передней правой лапе длинный серебряный крест» — герб Владимира, губернского города Владимирской губернии, в которую входили Вязники с их уездом. В нижней части герба «дерево вяз в золотом поле, означающий имя сего города.Приложение № 3 к Уставу муниципального образования «Город Вязники»

## История
16 августа 1781 года императрицей Екатериной II вместе с другими гербами городов Владимирского наместничества был Высочайше утверждён герб города Вязники (ПСЗРИ, 1781, Закон № 15205).
Подлинное описание герба уездного города Вязники гласило: 
Дерево вязъ в золотомъ полҍ означающій имя сего города.
В верхней части герба размещался герб Владимирский.
В советское время исторический герб Вязников не использовался.
22 июня 2005 года исторический герб Вязников 1781 года был официально утверждён в качестве официального символа городского округа Вязники, о чём записано в Уставе городского округа.
17 апреля 2007 года Решением Совета народных депутатов г. Вязники № 104 Об утверждении Правил использования символики муниципального образования «Город Вязники», Порядка изготовления, использования, хранения и уничтожения бланков и печатей, либо иных носителей символики муниципального образования «Город Вязники» было указано, что «Символом города Вязники является герб, утверждённый 16 августа 1781 года Петербургской геральдмейстерской конторой. Изображение герба прилагается к Уставу муниципального образования „Город Вязники“ вместе с его описанием».